# Burg Setterich
Die Burg Setterich war eine rheinische Wasserburg im Baesweiler Stadtteil Setterich in Nordrhein-Westfalen. Von der Burg existiert nur noch das um 1640 errichtete Torhaus. Die restlichen Gebäude wurden um 1820 abgebrochen.

## Geschichte
Erste Siedlungsspuren im unmittelbaren Bereich der ehemaligen Burg deuten auf einen Erbauungszeitraum zwischen dem 10. Jahrhundert und dem 12. Jahrhundert. Seit dem 13. Jahrhundert sind als Besitzer die Familien von Frentz und von Randerath bekannt. Spätestens seit Mitte des 14. Jahrhunderts ging die Burg in den Besitz von Johann von Lovenberg, gen. von Setterich über. Nach dessen Tod erbte seine Tochter die Burg und Herrschaft Setterich und brachte diese durch ihren Ehepartner in den Besitz der Familie von Reuschenberg. Über 300 Jahre blieb der Adelssitz im Besitz dieser landadeligen Sippe, bevor die Burg Mitte des 18. Jahrhunderts an die Familie von Coudenhoven ging. Heute ist in der Burg und in den angrenzenden Gebäuden ein Pflegeheim eingerichtet.
Die Burg wurde vermutlich um 1542 im Zusammenhang mit der Jülicher Fehde niedergebrannt. Das ursprünglich aus Sandstein erbaute Haupthaus (Palas) wurde anschließend durch ein Gebäude aus Ziegel ersetzt.
Bereits auf einer Landkarte aus dem 16. Jahrhundert wird die Burg Setterich mit aufgezeichnet. Allerdings wird der Adelssitz erst im Codex Welser um 1723 in Form einer Skizze dargestellt.